# Kettle Cadaver
Kettle Cadaver — метал-группа из США, в звучании которой сочетаются элементы различных стилей. Её фронтменом являлся Edwin Borsheim, покончивший с собой в июне 2017 года.

## История группы
Группа была сформирована в 1995 году вокалистом/композитором Эдвином Борсхеймом и существует по сей день..
6 декабря 2006 года участники Kettle Cadaver получили награду на церемонии «Rock city music awards», проводившейся в Лос-Анджелесе, в номинации «The most psyhotic band of the year» («Самая психотическая группа года»).
Про группу дважды писали в книгах, посвященных музыке и субкультурам:
— Мик Мёрсер «Музыка, за которую можно умереть» (Mick Mercer «Music to die for»).
— Книга Риана Бартека «Большая сияющая тюрьма» (Ryan Bartek «The big shiny prison») об экстремальной музыке.
Kettle Cadaver выступали на совместных концертах с различными группами, такими как The Genitorturers, Mayhem, Enslaved и с Роззом Вильямсом из Christian Death.
В 2016 году вышел документальный фильм «Dead hands dig deep» про жизнь и творчество Эдвина Борсхейма, снятый австралийским режиссёром Jai Love. Режиссёр лично ездил в США и общался с музыкантом, собирая материалы для фильма.
В июне 2017 года вокалист и основатель Kettle Cadaver Эдвин Борсхейм покончил с собой в возрасте 40 лет.

## Музыкальный стиль
Однозначного определения музыкального стиля Kettle Cadaver не существует.
На сайте Encyclopaedia Metallum: The Metal Archives их относят к heavy metal.
На официальной странице Kettle Cadaver на Myspace написано, что журнал «Metal Maniacs» охарактеризовал стиль группы как «Marilyn Manson встречает группу Samhain», а журнал «Quintessence Metal Magazine» назвал творчество группы «причудливой смесью готики, металла и хардкора».
При этом на той же самой странице их стиль описан как «Блэк-метал / Панк / Метал», что лишь подчеркивает одновременное наличие различных музыкальных влияний в творчестве Kettle Cadaver.
На сайте «Movies for guys» автор рецензии на DVD «A taste of blood» даёт такое определение «Они называют свою музыку роком ужасов! Я не могу придумать лучшего описания.»

## Участники
- Edwin Borsheim — вокал, бас-гитара, орган
- Joey Cauldron — гитара, клавишные
- Ned Nothing — бас-гитара
- Devon — ударные, клавишные
- Crimson — гитара (во время живых выступлений)
- Corwin — бас-гитара (во время живых выступлений)
- D. Knyght — бас-гитара (во время живых выступлений)

## Некоторые факты
На DVD группы Kettle Cadaver много эпатажа. В частности, Эдвин Борсхейм намеренно ранит себя различными способами. Риан Бартек в книге «Большая сияющая тюрьма» сравнивает вокалиста Эдвина Борсхейма с GG Allin.
Kettle Cadaver — единственная группа, видеоматериалы которой удалили с сайта spinrecords.com из-за их чрезмерной провокационности..
08.08.2008 Эдвин Борсхейм женился на певице Еве О (Eva O), которая, помимо сольной музыкальной деятельности, известна участием в таких группах, как Christian Death, Shadow Project, Super Heroines, Speed Queens.

## Дискография

### Альбомы
| Название  | Год выпуска | Лейбл               |
| Halloween | 1996        | Horror Rock Records |

### Синглы
| Название                            | Год выпуска | Лейбл               |
| Horronomicon/Symphony of Nightmares | 1995        | Horror Rock Records |

### DVD
| Название         | Год выпуска | Лейбл               |
| A taste of blood | 2002        | Horror Rock Records |
| Among the damned | 2008        | Horror Rock Records |

### Официальные
- Страница группы Kettle Cadaver на сайте Horror Records Архивная копия от 21 ноября 2008 на Wayback Machine
- Официальная страница Kettle Cadaver (англ.) на сайте Myspace
- Страница Kettle Cadaver на Encyclopaedia Metallum: The Metal Archives
- Глава из книги Риана Бартека «Большая сияющая тюрьма», посвященная группе Kettle Cadaver, содержит впечатления автора от общения с участниками группы и небольшое интервью (на английском языке) Архивировано 19 апреля 2012 года.

### Неофициальные
- Русскоязычная рецензия на DVD «A taste of blood»
- Англоязычная рецензия на DVD «Among the damned» на сайте Heathen Harvest